# Sant'Antimo
Sant'Antimo é uma comuna italiana da região da Campania, província de Nápoles, com cerca de 31.693 habitantes. Estende-se por uma área de 5 km², tendo uma densidade populacional de 6339 hab/km². Faz fronteira com Aversa (CE), Casandrino, Cesa (CE), Giugliano in Campania, Grumo Nevano, Melito di Napoli, Sant'Arpino (CE).

## Demografia
| Variação demográfica do município entre 1861 e 2011                               |
|                                                                                   |
| Fonte: Istituto Nazionale di Statistica (ISTAT) - Elaboração gráfica da Wikipedia |